# (6461) Adam
(6461) Adam ist ein Asteroid des inneren Hauptgürtels, der vom britisch-australischen Astronomen Robert McNaught am 4. November 1993 am Siding-Spring-Observatorium (IAU-Code 413) in der Nähe von Coonabarabran in Australien entdeckt wurde.
Der Himmelskörper gehört zur Hungaria-Gruppe. Charakteristisch für diese Gruppe ist unter anderem die 9:2-Bahnresonanz mit dem Planeten Jupiter. Der Namensgeber für die Hungaria-Gruppe ist der Asteroid (434) Hungaria.
Der Asteroid wurde am 12. Juli 2014 nach dem schottischen Architekten, Innenarchitekten, Möbeldesigner, Vater des britischen Klassizismus und Hauptvertreter des Adamstils Robert Adam (1728–1792) benannt, der die Universität Edinburgh und zahlreiche Häuser in London baute und der Designer der Chesterfield-Sitzmöbel ist.